# Cerzat
Cerzat ist ein Ort und eine französische Gemeinde mit 212 Einwohnern (Stand: 1. Januar 2022) im Département Haute-Loire in der Region Auvergne-Rhône-Alpes (vor 2016 Auvergne). Die Gemeinde gehört zum Arrondissement Brioude und zum Kanton Pays de Lafayette. Die Einwohner werden Cerzatois genannt.

## Lage
Cerzat liegt etwa 34 Kilometer westnordwestlich von Le Puy-en-Velay. Der Allier begrenzt die Gemeinde im Süden.

### Nachbargemeinden
Umgeben wird Cerzat von den Nachbargemeinden Saint-Privat-du-Dragon im Norden und Nordwesten, Couteuges im Norden und Nordosten, Mazeyrat-d’Allier im Osten und Südosten, Aubazat im Süden sowie Chilhac im Westen.

## Bevölkerungsentwicklung
| Jahr                       | 1962 | 1968 | 1975 | 1982 | 1990 | 1999 | 2006 | 2017 |
| Einwohner                  | 240  | 226  | 186  | 184  | 193  | 197  | 195  | 209  |
| Quellen: Cassini und INSEE |      |      |      |      |      |      |      |      |

## Sehenswürdigkeiten

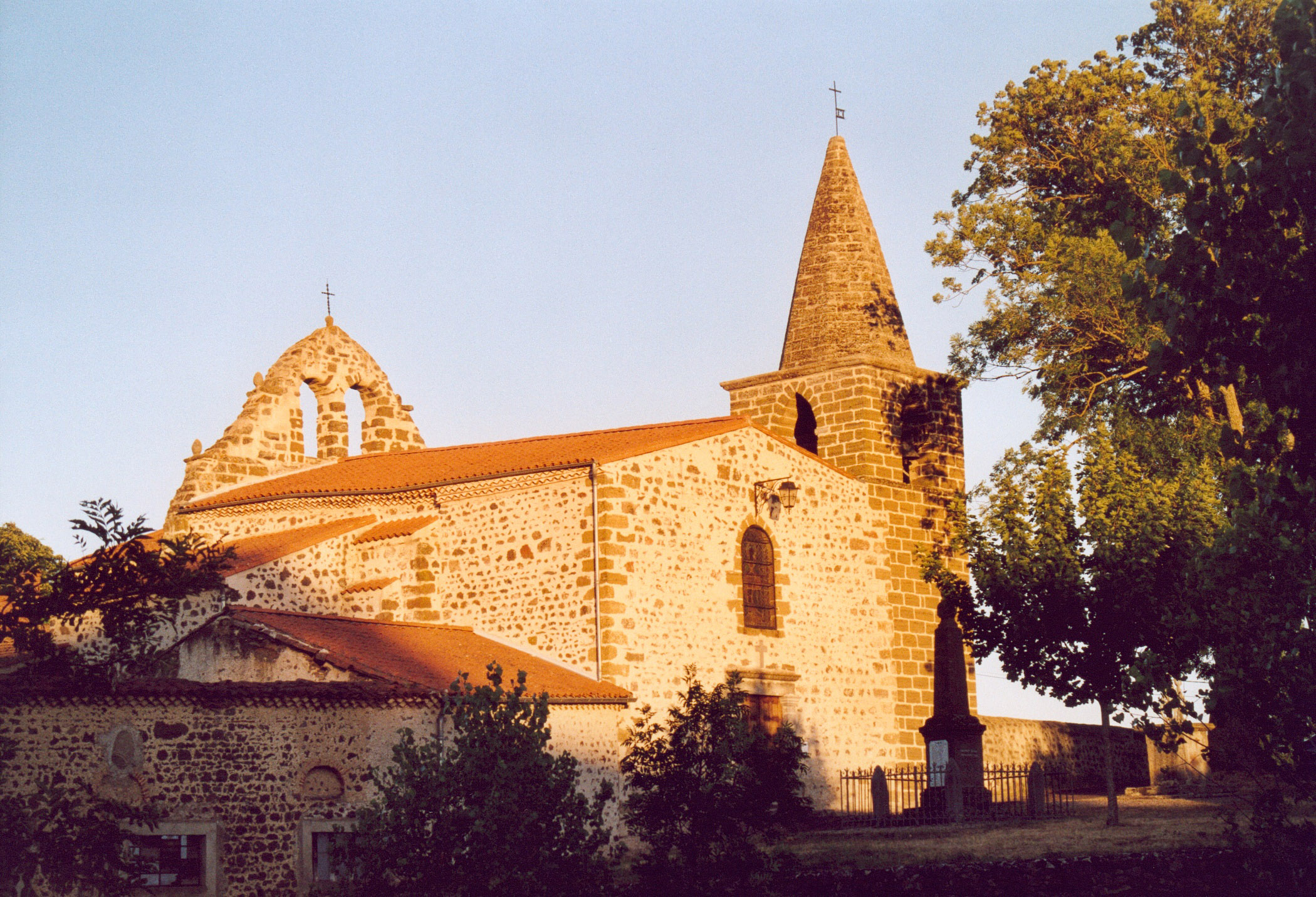
Kirche Saint-Sylvestre

- Kirche Saint-Sylvestre
- Schloss Le Chambon